# Productivismo
El productivismo es la creencia de que la productividad económica medible y el crecimiento es el fin último de la organización humana, lo que se manifestaría en aspectos como la organización del trabajo. Esta creencia entiende que la mayor producción de bienes materiales posible es necesariamente buena para la economía y la sociedad.

## Argumentos a favor
Aunque el productivismo es frecuentemente citado de manera peyorativa como un problema fundamental en la Política y la Economía actualmente permanece como la guía de la mayoría de las economías. Mientras los críticos del productivismo y sus variantes políticas y económicas (como el capitalismo y el socialismo) asumen las nociones teóricas sobre política económica y discuten acerca de una política económica más compatible con los valores humanos aquellas visiones son vistas como utopías por los economistas y los politólogos, que sostienen que no hay conflicto entre el papel del trabajador y el del ciudadano, el padre, madre, etc. Esto es, que en términos económicos (y especialmente en los macroeconómicos) está plenamente probada la relación entre la productividad y la libertad para disfrutar de esta producción.

## Argumentos en contra
Anthony Giddens define al productivismo como:
Un ethos en el que el factor trabajo asalariado que se desempeñe justifica otros ámbitos de la vida.
[El trabajo] define si los individuos sienten que valen la pena o son socialmente valorados.
Aunque el término productivismo puede ser considerado peyorativo, ya que no es aceptado por muchos individuos e ideologías tal y como se describe, aquellos mismos individuos e ideologías usan términos como "productividad", "crecimiento", "sentido de la economía", y "sentido común" sin discusión, presuponiendo la primacía de la industria.   Para Iván Illich sólo una sociedad que acepte la necesidad de escoger un techo común a ciertas dimensiones técnicas en sus medios de producción tiene alternativas políticas.
Si hacemos caso a los que usan el término 'productivismo', la diferencia entre ellos mismos y los promotores de las políticas económicas neoclásicas convencionales es que el productivista no cree en la idea de "Crecimiento no-económico", por ejemplo el productivista cree que todo crecimiento es bueno, mientras que el crítico del productivismo cree que puede ser como una enfermedad y que puede interferir con los demás procesos que regulan la vida en el planeta, incluso entre las propias relaciones humanas. Además advierten al electorado, a los trabajadores y a los consumidores para que reflexionen sobre los valores que deben regir su tiempo libre y sobre su libertad o no de usar este tiempo para producir o su dinero para la adquisición de bienes.
Uno de los economistas fundamentales críticos con el productivismo es Amartya Sen, ganador en 1999 del Premio en Ciencias Económicas en memoria de Alfred Nobel. Su teoría del "desarrollo como libertad" es una de las muchas teorías del desarrollo humano que sitúa el crecimiento del capital individual, como una mejora del talento, creatividad y del genio personal como más significativas que el crecimiento de otras actividades medibles, como por ejemplo la producción de bienes de consumo.